# The Dig
The Dig és un joc d'aventura gràfica desenvolupat per LucasArts i llançat el 1995, basat en una idea de n'Steven Spielberg i amb una novel·lització feta per n'Alan Dean Foster. Va ser l'onzena aventura en utilitzar el motor de joc SCUMM, i és famós per la seva connexió amb Steven Spielberg i notori per la seva producció prolongada que li donaria fama de «vaporware».
Llançat només com CD-ROM, The Dig es va comercialitzar per a PC i Macintosh. Conté una pites de diàleg parlats i una banda sonora orquestral digital. En la seva major part, els gràfics del joc es varen dibuixar a mà i animats esparsament, fent servir una mescla de clips d'animació 3D pre-renderitzats i tradicional en certes parts del joc.
És el joc d'aventura més seriós de LucasArts, no conté gairebé cap pallassada, un element que es troba abundantment en tots els altres títols d'aventures de l'empresa. També és l'únic que encaixa perfectament en el gènere de ciència-ficció.